# متعب بن عبد العزيز آل سعود
الأمير متعب بن عبد العزيز آل سعود (1350 هـ / 1931 - 1441 هـ / 2019)، وزير الشؤون البلدية والقروية سابقاً. وهو الابن السابع عشر من أبناء الملك عبد العزيز الذكور. والدته الأميرة شهيدة، وهي والدة الأمير منصور بن عبدالعزيز ، والأميرة قماش بنت عبدالعزيز ، والأمير مشعل بن عبدالعزيز. ابتعث إلى الولايات المتحدة الأمريكية وتخرج في مرحلة البكالوريوس تخصص العلوم السياسية في العام 1955.

## مولده ونشأته
ولد في مدينة الرياض عام 1350 هـ الموافق لعام 1931. درس في «معهد الأنجال»، ثم درس في جامعة كاليفورنيا في العلوم السياسية وتخرج فيها عام 1372 هـ.

## حياته السياسية
في مطلع عام 1373 هـ عيّنه الملك عبد العزيز أميرًا لمنطقة مكة المكرمة والتي ظلّ عليها إلى 5 جمادى الأولى 1375 هـ الموافق 20 ديسمبر 1955 عندما صدر أمر من الملك سعود عيّن فيه ابنه الأمير عبد الله بن سعود بن عبد العزيز آل سعود مكانه على الإمارة. وفي 20 جمادى الأولى 1375 هـ الموافق 4 يناير 1956 عيٌنه ولي العهد الأمير فيصل بن عبد العزيز آل سعود وزيرًا للأشغال العامة، وبقي فيها حتى 3 ربيع الثاني 1399 هـ الموافق 2 مارس 1979 عندما عيٌنه النائب الثاني لرئيس مجلس الوزراء الأمير عبد الله بن عبد العزيز آل سعود وزيرًا لوزارة الشئون البلدية والقروية، واستمر في منصبه حتى 29 رجب 1403 هـ الموافق 13 مايو 1983 عندما عُيّن وزيرًا للمياه والكهرباء.
وفي عام 1424 هـ الموافق لعام 2003 عاد وزيرًا لوزارة الشئون البلدية والقروية والتي ظلّ بها حتى 14 ذو القعدة 1430 هـ الموافق 2 نوفمبر 2009 عندما استقال من منصبه.

## المناصب الحكومية
- أمير منطقة مكة المكرمة 1373 هـ - 1375 هـ.
- وزير الأشغال العامة والإسكان (الفترة الأولى) 1375 هـ - 1399 هـ.
- وزير الشؤون البلدية والقروية (الفترة الأولى) 1399 هـ - 1403 هـ.
- وزير المياه والكهرباء من عام 1403 هـ - 1404 هـ.
- وزير الأشغال العامة والإسكان (الفترة الثانية) من عام 1404 هـ - 1424 هـ.
- وزير الشؤون البلدية والقروية (الفترة الثانية) من عام 1424 هـ - 1430 هـ.

## إخوته الأشقاء
- الأمير منصور بن عبد العزيز آل سعود.
- الأميرة قماش بنت عبد العزيز آل سعود (متوفاة؛ 29 شوال 1432 هـ الموافق 27 سبتمبر 2011).[3] متزوجة من الأمير فيصل بن سعود بن عبد الرحمن آل سعود ولها من الأبناء الأميرة مشاعل، الأميرة نوف، الأمير خالد، الأمير منصور، والأمير بندر.
- الأمير مشعل بن عبد العزيز آل سعود.

## أسرته
- الأميرة نورة بنت محمد بن عبد الله بن عبد اللطيف آل الشيخ (توفيت بتاريخ 3 جمادى الأولى 1431 هـ عن عمر يناهز 75 عامًا، إثر معاناة طويلة مع المرض، وصلي عليها عصر يوم الأحد الموافق 4 جمادى الأولى 1431 هـ بالحرم المكي الشريف).[4] والدة الأميرة نوف، الأمير منصور، الأميرة مها، الأميرة العنود، الأميرة الجوهرة، الأميرة مضاوي، والأمير عبد العزيز.
- الأميرة هيا بنت عبد الله بن سعد السديري. والدة الأميرة ولاء.
- الأميرة لطيفة الأحمد السديري.
- الأميرة مشاعل بنت عادل بن محمد الفقير. والدة الأميرة سارة.
- الأميرة نورة بنت عبد الرحمن بن برمان السبيعي. والدة الأميرة صيتة.

### الأبناء
- الأميرة نوف بنت متعب (متوفاة).[5] كانت متزوجة من الأمير طلال بن منصور بن عبد العزيز آل سعود ولها من الأبناء الأميرة منال، الأمير منصور، والأميرة سالي (متزوجة من الأمير سلطان بن فيصل بن مساعد بن عبد الرحمن آل سعود ولها من الأبناء الأميرة نوف، والأمير سعود).
- الأميرة سارة بنت متعب. متزوجة من الأمير عبد العزيز بن مشعل بن عبد العزيز آل سعود ولها من الابناء الأمير محمد (متزوج من الأميرة العنود بنت تركي بن سلطان بن عبدالعزيز ، ولهم من الابناء الامراء سارة وتركي) والأمير فهد والأميرة اضواء (متزوجة من الأمير سعود بن فيصل بن مشعل بن عبدالعزيز ) والأميرة نورة والأميرة نوف (متزوجة من الأمير سلطان بن مشعل بن محمد بن سعود بن عبدالعزيز ولهم من الابناء الأمير مشعل)
- الأميرة ولاء بنت متعب.
- الأمير منصور بن متعب (وزير دولة وعضوًا بمجلس الوزراء مستشارًا لخادم الحرمين الشريفين).[6] متزوج من الأميرة ابتسام بنت يزيد بن عبد الله بن عبد الرحمن آل سعود وله من الأبناء الأميرة نورة (متزوجة من الأمير عبد الله بن خالد بن عبد الله بن محمد بن عبد الرحمن آل سعود ولها من الأبناء الأميرة ريما، الأمير محمد، والأمير عبد العزيز)، الأمير محمد (متزوج من الأميرة مشاعل بنت خالد بن عبد الله بن محمد بن عبد الرحمن آل سعود وله من الأبناء الأمير منصور، الأمير خالد، والأميرة نورة)، الأمير سعود (متزوج من الأميرة نوف بنت عبد الله بن مساعد بن عبد العزيز آل سعود وله من الأبناء الأمير متعب والأمير عبدالله والأميرة لولوة)، الأميرة سارة (متزوجة من الأمير فهد بن خالد بن فيصل بن سعد الأول بن عبد الرحمن آل سعود)[7]، والأمير فيصل (متزوج من الأميرة الجوهرة بنت فهد بن تركي الثاني بن عبد العزيز آل سعود).
- الأميرة مها بنت متعب. متزوجة من الأمير عبد الله بن خالد بن تركي آل سعود. ولها من الأبناء الأميرة نوف (متزوجة من الأمير بندر بن سعد بن عبد الله بن عبد الرحمن آل سعود ولها من الأبناء الأمير نايف، الأمير أحمد، والأمير طلال)، الأميرة سارة (متزوجة من الأمير نايف بن خالد بن سعد آل سعود ولها من الأبناء الأميرة نوف، الأمير محمد، والأمير فيصل)، والأمير تركي (متزوج من كريمة الأمير بدر بن عبد الله بن عبد الرحمن آل سعود).[8]
- الأميرة العنود بنت متعب (متوفاة).  متزوجة الأمير سعود بن سلمان بن محمد آل سعود ولها من الأبناء الأميرة ريم (متزوجة من الأمير بندر بن فيصل بن سلمان بن محمد آل سعود ولها من البنات الأميرة العنود)، الأمير سلمان (متزوج من الأميرة العنود بنت خالد بن بندر بن عبد العزيز آل سعود وله من الأبناء الأمير ماجد، والأميرة نورة)، الأميرة الجوهرة، الأميرة دلال، الأمير محمد، والأمير عبد العزيز.
- الأميرة الجوهرة بنت متعب. متزوجة من الأمير عبد العزيز بن عبد الله بن عبد الرحمن آل سعود ولها من الأبناء الأميرة مها، الأمير عبد الله، الأمير سلطان، والأمير سعود.
- الأميرة مضاوي بنت متعب. متزوجة من الأمير بندر بن مشعل بن عبد العزيز آل سعود ولها من الأبناء الأميرة سارة، الأميرة العنود، الأميرة نوف، والأمير فيصل.
- الأميرة صيتة بنت متعب.
- الاميرة شهيدة بنت متعب.
- الأمير عبد العزيز بن متعب.

## وفاته
توفي الأمير متعب بن عبد العزيز آل سعود في يوم الاثنين 5 ربيع الآخر 1441 هـ الموافق 2 ديسمبر 2019 بعد معاناته مع المرض عن عمر ناهز 90 عامًا، وصُلي عليه في جامع الإمام تركي بن عبد الله بالرياض، وتقدم المصلين عليه الملك سلمان بن عبد العزيز آل سعود و الأمير عبد الإله بن عبد العزيز آل سعود و الأمير أحمد بن عبد العزيز آل سعود و الأمير مقرن بن عبد العزيز آل سعود و الأمير فيصل بن بندر بن عبد العزيز آل سعود أمير منطقة الرياض و الأمير محمد بن سلمان بن عبد العزيز آل سعود ولي العهد رئيس مجلس الوزراء  ثم نقل جثمانه إلى مكة المكرمة حيث صُلي عليه في المسجد الحرام ودُفن بمقبرة العدل.